# 二階堂昇吾
二階堂昇吾（にかいどうしょうご）は株式会社オーギュメント（augment co.ltd.）の代表取締役社長である。

## 来歴
- 1971年　東京都生まれ、幼少期は世田谷区二子玉川の町で過ごす。
- 1991年　スポーツデザイン企画会社のMDとして社会人デビュー。日本を始めとする各国のアルペンスキーナショナルチームウエアを始めとするデザインのMD、国内スキー場開発プロジェクト等に携わる。
- 1993年　デザイン企画会社設立。営業企画業務に携わる。
- 1995年　イベントプロデュース会社に参加。レストランウエディング・各種イベントの エグゼクティブディレクターとして携わる。
- 2000年　ヘアメイク会社に取締役として参加。エグゼクティブマネージャーとして携わる。
- 2004年　マネジメント会社 株式会社ビーオーギュメント（B augment Co., Ltd.）を設立。代表取締役社長に就任。
- 2011年　株式会社ビーオーギュメント（B augment Co., ltd.）の社名を株式会社オーギュメント（augment co. ltd.）に改名、本社を東京都渋谷区神宮前に移転。[1]同年、ヘアメイク会社役員辞任
- 2011年　New York ファッションウィーク（ニューヨークコレクション）のバックステージにて日本人ヘアメイクチームとしての参加スタート。
- 2014年　株式会社オーギュメントのグループ会社として、海外向け日本伝統商品の販売サイト運営、クリエイティブディレクション会社 オータスジャパン株式会社（otas japan inc.)を設立。代表取締役社長に就任。
- 2014年　福島県郡山市にてブライダルヘアメイク事業を開始。
- 2015年　株式会社オーギュメントの本社所在地を東京都渋谷区広尾へ移すと共に同所にて撮影スタジオ（tasstudio）業務を開始。
- 2016年　米国ニューヨーク ブルックリンに米国法人Taspitを設立。CEOに就任。
- 2016年　米国法人Saga Creative の日本法人である株式会社Saga Creative Japanを設立。代表取締役に就任。
- 2016年　表参道にある外国人向けヘアサロンSINDENをグループ化。ヘアサロンの運営を開始。
- 2017年　福島県郡山市に郡山支店事務所を開設。
- 2017年　Paris ファッションウィーク（パリコレクション）のバックステージにて日本人ヘアメイクチームとしての参加スタート。
- 2020年　株式会社Saga Creative Japanを辞任。
- 2020年　Milan ファッションウィーク（ミラノコレクション）のバックステージにて日本人ヘアメイクチームとしての参加スタート。
- 2022年　ヘンプシード産業に参入。ニュージーランド産ヘンプシードブランド、The Brothers Green社と契約。日本でのヘンプシード商品の販売を開始。
- 2023年　オータスジャパン代表取締役会長に就任。

## 在任
- 株式会社オーギュメント　代表取締役社長&CEO[2][3][4][5][6]
- オータスジャパン株式会社　代表取締役会長
- 米国法人Taspit inc.　CEO
- Hair Salon SIN DEN　オーナー